# Consuelo Berges Rábago
Consuelo Berges Rábago (Ucieda, Cantàbria, 1899 - Madrid, 23 de desembre de 1988) fou una traductora, periodista, escriptora i biògrafa espanyola.

## Biografia
Filla de mare soltera pertanyent a una família de lliurepensadors i republicans, no va anar a escola. Es va educar llegint tot el que hi havia a l'extensa biblioteca familiar, en espanyol i en francès.
Als quinze anys es va traslladar a Santander, a la casa de la seva família paterna, per preparar l'examen d'ingrés a l'Escola Normal de Mestres, el professorat de les quals venia de l'Escola Superior del Magisteri, de Madrid, els mètodes de la qual s'inspiraven en les noves teories pedagògiques de la Institución Libre de Enseñanza.
Acabada la carrera de mestra, va exercir a Cabezón de la Sal, sent titular a l'Acadèmia de Torre, iniciativa de Matilde de la Torre Gutiérrez, que no tenia títol de magisteri, per preparar alumnes de batxillerat. Allí coneix a Víctor de la Serna, que era inspector de primer ensenyament, i fundador a Santander del periòdic de la tarda La Región, on Consuelo Berges publica els seus primers articles amb el pseudònim de Yasnaia Poliana, i, més tard, a El Sol, de Madrid, La Nación de Buenos Aires i la Revista de las Españas, publicada per la Unión Ibero-Americana a Madrid. Els seus punts de vista, sempre polèmics, desperten l'interès en els intel·lectuals del moment, i manté correspondència i amistat amb Clara Campoamor, Ricardo Baeza, Eulalia Galvarriato, Concha Méndez, Azorín, José Ortega y Gasset, Rosa Chacel, Waldo Frank, Francisco Ayala, María Zambrano, Max Nordau i Rafael Cansinos Assens.
Al desembre de 1926, fastiguejada de la Dictadura de Primo de Rivera, emigra a Arequipa, Perú, on s'allotja amb la seva cosina Julia Gutiérrez, propietària de l'única llibreria que hi havia a la ciutat peruana. Fa classes de gramàtica en una acadèmia, col·labora amb articles literaris a Las Noticias.
El novembre de 1928 viatja des de Perú, a Bolívia i Argentina; recala a Buenos Aires, on col·labora en El Diario Español, finançat per l'ambaixada espanyola, i l'ambaixador de la qual era Ramiro de Maeztu, que capeja com pot els articles incendiaris de Consuelo Berges contra l'intent —propiciat des de la seva ambaixada— de unir als espanyols residents a Argentina en la Unió Patriòtica del dictador Miguel Primo de Rivera.
El 1929 és nomenada directora de la revista Cantabria del Centro Montañés, i col·labora amb el doctor Avelino Gutiérrez en la Institución Cultural Española. Col·labora també en el suplement literari de la Nación, de Buenos Aires, dirigit per Enrique Méndez Calçada, el secretari de la qual era Guillermo de Torre, casat amb Norah Borges, que formen part del seu grup d'amics, al costat de Alfonsina Storni, Concha Méndez i Salvadora Leguina.
El 1931, després de la proclamació de la República, torna a Europa amb Concha Méndez i recala a París, on les acullen la seva cosina Julia Gutiérrez, que ha vingut d'Arequipa amb els seus quatre fills, i la seva cosina segona, la pintora María Blanchard, que s'ha convertir al catolicisme, com el seu amic Paul Claudel, i convida insistentment a l'anarquista i anticlerical Consuelo Berges a visitar esglésies i assistir a misses, per la qual cosa aquesta acaba per defugir el seu tracte.
En els periòdics i revistes en què col·labora, defensa les seves idees llibertàries i el vot femení que propugna al Congrés de Diputats la seva amiga Clara Campoamor, contra el parer de Victoria Kent i els qui amb ella pensaven que la dona —sota l'influx poderós de l'Església— no estava encara en condicions d'exercir una veritable autonomia pública, i el seu vot seria majoritàriament conservador.
A la fi de 1931 arriba a Madrid, convocada per Clara Campoamor, que li proposa diversos càrrecs i destinacions en la nova República, que Consuelo Berges rebutja. Segueix escrivint els seus articles per poder viure, i també per defensar les seves idees, mentre treballa com a bibliotecària a l'Arxiu de la Junta Provincial de Beneficiencia. Col·labora en les publicacions de la CNT, FAI i Mujeres Libres, i, sota el nom d'iniciació de Yasnaia, és membre de la Lògia maçònica Adopción de Amor de Madrid, constituïda el 2 de desembre de 1931 sota els auspicis de la lògia Màntua que depenia de la Gran Lògia Espanyola; les seves activitats maçòniques van estar enfocades a la consecució de la igualtat de drets maçònics per a homes i dones., en el seu article titulat La dona i la maçoneria, afirma:
"No se m'acut en virtut de quin convenciment cal afirmar que un home en rebre la llum maçònica és amo ni de major preparació ni d'aptitud més excel·lent que la de la dona".
El 1935, per eludir la censura del «bienni negre» de Lerroux i Gil-Robles, publica clandestinament el seu llibre Explicació d'Octubre sobre la Revolució de 1934, que és difós àmpliament en els cercles maçònics i revolucionaris.
El juliol del 1936, amb la revolta militar, la Junta Provincial de Beneficència l'envia a fer-se càrrec de l'orfenat de la Guindalera, que havien hagut d'abandonar les monges, i s'encarrega de la seva administració al costat de diverses col·laboradores voluntàries, fins a poder evacuar als nens per salvar-los dels bombardejos, travessant mitjana Espanya en guerra, per arribar a Granollers. Una vegada allí, deixa als nens a cura de les seves col·laboradores i marxa a Barcelona. Allí, treballa en la revista Mujeres Libres al costat de Baltasar Lobo —que fa el disseny gràfic i els dibuixos—, Rosa Chacel, Soledad Estorach Esterri, Carmen Conde, Pepita Carpena, Sara Berenguer, Suceso Portales, María Jiménez, Concha Liaño, Lola Iturbe, Antonia Fontanillas, Mercedes Comaposada Guillén (coneguda com a Mercedes Guillén i com Mercedes Llop), i secunda activament les missions d'alfabetització (el 50 % de les dones espanyoles eren analfabetes), de propaganda sobre mètodes anticonceptius, contra la prostitució forçosa, oferint alternatives laborals dignes, i reivindicant els drets laborals, socials i familiars de les dones, que els seus afins revolucionaris pretenien deixar en segon pla o ignorar.
Al febrer de 1939 s'uneix a la marea humana que fuig a peu, sota les bombes, cap a França. A Portbou, són retinguts més de 24 hores sota el cel ras, sense roba d'abrigar ni aliments, fins que són conduïts a Cerbère, els vacunen i els fiquen en un tren amb destinació desconeguda. A Perpinyà, aconsegueix fugir, però és detinguda i portada a un altre tren, que arriba l'endemà passat a la capital del departament de la Haute-Loire, on va ser tancada al costat de més de 600 homes, dones i nens, que havien fugit d'Espanya, per acabar confinats en camps de concentració.
Torna a escapar-se una altra vegada, sense papers, sense diners, i arriba a París, on l'acullen els seus amics Baltasar Lobo i Mercedes Comaposada Guillén, als qui ajuda Picasso. Viu a París, en la clandestinitat, durant quatre anys, i sobreviu fent classes d'espanyol i escrivint articles per als periòdics i revistes de l'Argentina, fins que el 1943 és detinguda pels alemanys, que en saber-la indocumentada, creuen que és jueva i durant els mesos que roman custodiada, dubte entre declarar-se jueva o espanyola per evitar ser repatriada a Espanya. Però els alemanys decideixen per ella, i la lliuren a les autoritats a la frontera espanyola, que l'envien a un camp de concentració amb altres repatriats.
Gràcies a l'ajuda de la seva amiga Matilde Marquina i del seu parent Luis de la Serna, que s'ofereixen com a garants, evita la presó. No obstant això, no li deixen exercir com a mestra, ni escriure a la premsa, ni pot signar amb el seu nom els articles a l'estranger sense témer greus represàlies, i com a últim recurs, per sobreviure, es dedica a traduir del francès.
Va traduir Saint-Simon, La Bruyère, Flaubert, Marcel Proust, Stendhal, Jean Descola, etc.
Durant molts anys va viure en l'«exili interior» per les seves preferències republicanes, i va centrar la seva lluita en dignificar les condicions de treball dels traductors, i reivindicar els drets d'autor per a les traduccions. El 1955 va fundar juntament amb la traductora hispano-xinesa Marcela de Juan la Asciación Profesional de Traductores i Intérpretes.
El 1956 va obtenir el premi Fray Luis de León per la traducció d'Historia de la España cristiana, de Jean Descola.
El 1982 va fundar el Premi Stendhal de traducció, que, convertit en anual des de 1990, premia traduccions del francès al castellà. No obstant això, el 1983 Berges, va sol·licitar una beca de creació literària al Ministeri de Cultura, com a últim recurs per facilitar la seva subsistència econòmica.
Té dedicada un carrer a Santander.

## Obres
- Escalas 1930, Buenos Aires, Talleres Gráficos Argentinos, 1930.
- Concepción Arenal: Algunas noticias de su vida y obra, Edit Gráf. Maxera y Cia, 1931.
- La mujer y la masonería. Boletín Oficial de la GLE, agosto, septiembre de 1932.
- Explicación de Octubre, 1935.
- Stendhal. Su vida, su mundo, su obra, Madrid, Aguilar, 1962.
- Stendhal y su mundo, Madrid, Alianza Editorial, 1983.

### Traduccions
Consuelo Berges va començar la seva trajectòria professional en el periodisme, però es va dedicar a la traducció des dels inicis de la seva carrera professional, de manera que quan va començar a ser reconeguda institucionalment ja havia traduït a Bernanos, Rousseau, Saint-Simon i, sobretot, a Stendhal.Entre les obres traduïdes per Consuelo Berges poden citar-se, sense ànim exhaustiu, les següents:
- René Descartes: Las pasiones del alma (Aguilar)
- Jean de La Bruyère: Los caracteres o las costumbres de este siglo (Aguilar)
- Louis de Rouvroy, duque de Saint-Simon: La corte de Luis XIV (Espasa-Calpe)
- —De Duque de Anjou a Rey de las Españas (Aguilar)
- —La Princesa de los Ursinos (Aguilar)
- —Retratos proustianos de cortesanas (Tusquets)
- Jean-Jacques Rousseau: El contrato social (Aguilar)
- Jean le Rond d'Alembert: Discurso preliminar de la Enciclopedia (Orbis)
- Stendhal: Obras Completas (Aguilar)
- —Armancia (Alianza Editorial)
- —Rojo y negro (Alianza Editorial)
- —La cartuja de Parma (Alianza Editorial)
- —Crónicas italianas (Alianza Editorial)
- —Del amor (Alianza Editorial)
- —Ernestina o El nacimiento del amor (Alianza Editorial)
- —Lamiel (Alianza Editorial)
- —Luciano Leuwen (Alianza Editorial)
- —Paseos por Roma (Alianza Editorial)
- —Vida de Henry Brulard. Recuerdos de egotismo (Alianza Editorial)
- —Vida de Mozart (Alba Editorial)
- —Vida de Rossini seguida de Notas de un “dilettante” (Aguilar)
- —Relatos (Salvat)
- —Napoleón (Aguilar)
- —Vanina Vanini y otros cuentos (Bruguera)
- —Una interpretación sensual del arte (Tusquets)
- Honoré de Balzac: Un asunto tenebroso (Salvat)
- Gustave Flaubert: Madame Bovary (Alianza Editorial)
- —Un alma de Dios (Plaza & Janés).
- —Tres cuentos. Diccionario de tópicos (Bruguera)
- Auguste Comte: Curso de filosofía. Discurso sobre el espíritu positivo (Aguilar)
- Marcel Proust: En busca del tiempo perdido. 4: Sodoma y Gomorra; 5: La prisionera; 6: La fugitiva; 7: El tiempo recobrado (Alianza Editorial)
- —Jean Santeuil (2 vols., Alianza Editorial)
- —Los placeres y los días. Parodias y misceláneas (Alianza Editorial)
- Waldemar Bonsels: Viaje a la India (Aguilar)
- Henri Focillon: El año mil (Alianza Editorial)
- Georges Bernanos: Un mal sueño (Luis de Caralt)
- André Breton: Magia cotidiana (Editorial Fundamentos)
- Jean Sermet: España del sur. Andalucía y Extremadura (Editorial Juventud)
- Jean Descola: Historia de la España cristiana (Aguilar)
- —Los conquistadores del Imperio español (Editorial Juventud)
- —Historia de España (Editorial Juventud)
- —Los libertadores (Editorial Juventud)
- —Cristóbal Colón (Editorial Juventud)
- —Hernán Cortés (Editorial Juventud)
- Mouloud Mammeri: La colina olvidada (Luis de Caralt)
- Annette Vaillant: Bonnard o el gozo de ver (Alianza Editorial)